# Provenance (géologie)
En géologie, la provenance (en français dans la littérature anglophone), est une sous-discipline du source to sink qui vise à déterminer l'origine de sédiments. Cette origine peut être géographique, en déterminant la région dont l'érosion a produit le sédiment, ou lithologique, en déduisant le type de roche dont est issu le sédiment.

## Principe

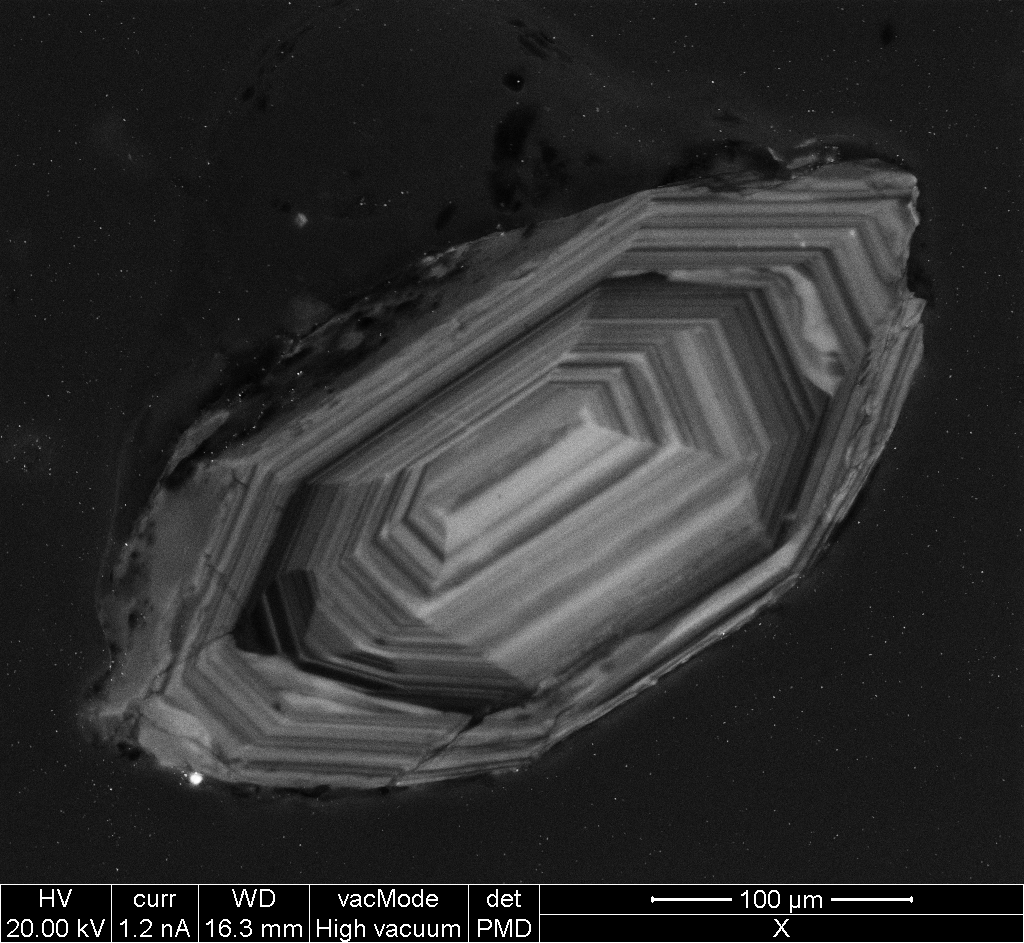
Les signatures U-Pb des zircons détritiques sont fréquemment utilisées pour corréler des sédiments avec leurs formations lithologiques d'origine.

La Terre est une planète dynamique ou toutes les roches transitionnent entre les trois principales familles de roches: sédimentaires, métamorphiques et magmatique (le cycle géologique).
Les roches exposées à la surface sont érodées ou altérées puis déposées ou précipitées sous forme de sédiments. La nature des sédiments témoignent ainsi de l'histoire de l'érosion de la ou des roches dont le sédiment provient. L'objectif des analyses de provenance est la restauration de l'histoire tectonique, paléo-géographique et paléo-climatiques d'un bassin à partir de l'étude de ses sédiments.
Dans le lexique géologique moderne, la « provenance des sédiments » fait référence spécifiquement à l'utilisation d'analyses compositionnelles afin de déterminer l'origine des sédiments. Cette approche est souvent associée avec l'étude des processus d'exhumation (thermochronologie), l'étude des réseaux de drainage et de leur évolution, et avec la modélisation des paléo-systèmes terre-mer (pétrographie, analyses de minéraux lourds, mesures de paléocourants). En les combinant, ils permettent de créer des modèles source to sink retraçant l'histoire et la morphologie des bassins sédimentaires de l'arrière-pays au bassin profond.